# 山形六日町教会
山形六日町教会（やまがたむいかまちきょうかい）は、山形県山形市にある旧長老派の日本基督教団の教会である。

## 歴史
1887年（明治20年）10月に日本基督一致教会宮城中会の牧師である押川方義が山形県知事より英学校の建設を依頼され、山形英学校を開校する。その時、合衆国・ドイツ改革派教会のJ・P・ムーア宣教師が着任する。
11月に押川方義の指導により倉長恕が山形市七日町に日本基督一致教会山形講義所を設立した。同年12月初代牧師斎藤壬生夫が着任する。翌年7月には香澄町字小鍄に教会堂を建設した。
1902年（明治35年）9月にミッションからの独立自給を図ったが失敗して、ミッションの傘下に復帰する。1902年（明治35年）9月に台風のために会堂が倒壊する。
1903年（明治36年）に旅篭町字寒河江町に移転し、会堂を再建する。1908年（明治41年）に伝道教会になる。1911年（明治44年）5月に大火により会堂が焼失する。
1914年（大正3年）6月に六日町（旅篭町3丁目）の現在地に移転する。1921年（大正10年）に渡辺良亮が就任すると、渡辺牧師のもとで教勢を拡大し、1926年（大正15年）に独立教会になり、日本基督教会山形教会になる。
1941年（昭和16年）6月の日本基督教団の創立に伴い山形六日町教会と改称する。1944年に梅津吉之助が牧師に就任する。1967年（昭和42年）に梅津吉之助が辞任する。

## 交通アクセス
- 山交バス 山形 - 表蔵王口 - 上山線
  - 「新築西通り」下車　徒歩約２分